# ユリアン・グリーン
ユリアン・ウェズリー・グリーン（Julian Wesley Green, 1995年6月6日 - ）は、アメリカ合衆国・フロリダ州タンパ出身、ドイツ・ミュンヘン育ちのサッカー選手。SpVggグロイター・フュルト所属。ポジションはミッドフィールダー。

## 経歴

### クラブ
アメリカ人の父とドイツ人の母との間にアメリカ合衆国、タンパで生まれ、2歳のときに母親と共にドイツに移住した。
2013年11月27日、UEFAチャンピオンズリーグのPFC CSKAモスクワ戦でマリオ・ゲッツェと交代途中出場でトップチームデビュー。アリエン・ロッベンの負傷に伴い、FIFAクラブワールドカップ2013メンバーに選出された。
2014-15シーズンからバイエルン・ミュンヘンのトップチームに昇格したが、2014年9月1日にハンブルガーSVへ期限付き移籍することが決まった。
2016年10月26日、DFBポカール2回戦のFCアウクスブルク戦で先発し、トップチームでの公式戦初得点を決めた。
2016年12月21日、ブンデスリーガ2部のVfBシュトゥットガルトへ2019年6月までの2年半契約で完全移籍した。
2017年8月31日、SpVggグロイター・フュルトへシーズン終了まで1年間の期限付き移籍をした
2018年6月17日、SpVggグロイター・フュルトへ2020年6月までの2年契約で完全移籍した。

### 代表
ドイツ代表、アメリカ合衆国代表として各ユース別代表でプレーした。
アメリカ代表としてユルゲン・クリンスマンからA代表初招集され 、2014年4月3日、親善試合のメキシコ代表戦でアメリカ合衆国代表デビューを飾った。
2014 FIFAワールドカップの代表メンバーに招集され 、決勝トーナメント1回戦のベルギー代表戦では代表初得点をあげた。

## 個人成績
| 所属クラブ     | シーズン | 背番号 | リーグ | リーグ | 国内大会 | 国内大会 | 国際大会 | 国際大会 | 合計 | 合計 |
| 所属クラブ     | シーズン | 背番号 | 出場   | 得点   | 出場     | 得点     | 出場     | 得点     | 出場 | 得点 |
| -------------- | -------- | ------ | ------ | ------ | -------- | -------- | -------- | -------- | ---- | ---- |
| バイエルン     | 2013–14  | 37     | 0      | 0      | 0        | 0        | 0        | 0        | 0    | 0    |
| ハンブルガーSV | 2014–15  |        | 5      | 0      | 0        | 0        | 0        | 0        | 0    | 0    |
| バイエルン     | 2015–16  | 37     | 0      | 0      | 0        | 0        | 0        | 0        | 0    | 0    |
| 通算           |          |        |        |        |          |          |          |          |      |      |
| キャリア通算   |          |        |        |        |          |          |          |          |      |      |

## 代表歴

### 出場大会
- アメリカ代表
  - 2014年 - 2014 FIFAワールドカップ（ベスト16）

### 試合数
- 国際Aマッチ 15試合 4得点（2014年-2018年）[17]

| アメリカ代表 | 国際Aマッチ | 国際Aマッチ |
| 年           | 出場        | 得点        |
| ------------ | ----------- | ----------- |
| 2014         | 5           | 1           |
| 2015         | 0           | 0           |
| 2016         | 3           | 2           |
| 2017         | 0           | 0           |
| 2018         | 7           | 1           |
| 通算         | 15          | 4           |

### 得点
| #  | 日時           | 場所           | 対戦相手         | スコア | 結果 | 大会                    |
| -- | -------------- | -------------- | ---------------- | ------ | ---- | ----------------------- |
| 1. | 2014年7月2日   | サルヴァドール | ベルギー         | 2-1    | 2-1  | 2014 FIFAワールドカップ |
| 2. | 2016年10月7日  | バハマ         | キューバ         | 0-2    | 0-2  | 親善試合                |
| 3. | 2016年10月11日 | ワシントンD.C. | ニュージーランド | 1-0    | 1-1  | 親善試合                |

## タイトル

### クラブ
バイエルン・ミュンヘン
- ブンデスリーガ 2015-16
- DFBポカール 2015-16
- DFLスーパーカップ 2016
- FIFAクラブワールドカップ 2013